# Louve (chanteuse)
Pour les articles homonymes, voir Louve.
Louve, de son vrai nom Maud Ferron, est une auteure-compositrice-interprète française originaire d'Issy-les-Moulineaux, chanteuse du groupe de musique L'Impératrice, ayant rejoint la formation quelques jours après le départ de Flore Benguigui en 2024, lors de la tournée de l'album Pulsar.

## Biographie
Louve entre au conservatoire à l'âge de six ans, elle y suit des cours de solfège, piano et danse classique.

## Discographie
- 2021 : Ultra Chaos
- 2024 : Scorpio Venus